# The Awakening (roman)
The Awakening is een roman geschreven door Kate Chopin en voor het eerst gepubliceerd in 1899. Het verhaal speelt zich af in New Orleans het einde van de negentiende eeuw. Het richt zich op Edna Pontellier, die worstelt met onconventionele opvattingen over vrouwelijkheid en moederschap in contrast met de heersende sociale normen van het zuiden van de Verenigde Staten in die tijd. Oorspronkelijk getiteld A Solitary Soul, benadrukt de roman het thema van eenzaamheid, waarbij de zoektocht van Edna naar zelfontdekking leidt tot afzondering van de samenleving en uiteindelijk tot tragische gevolgen.
Bij de publicatie in 1899 ondervond het werk controverse vanwege de expliciete behandeling van vrouwelijk seksueel verlangen en de uitdaging van traditionele genderrollen. Sommige recensenten van die tijd veroordeelden het als immoreel en ongeschikt, terwijl anderen het prezen als een belangrijk werk van een getalenteerde schrijver. Na de publicatie ondervond Chopin moeilijkheden bij het publiceren van nieuwe verhalen, ze bracht nooit een ander roman uit en overleed 5 jaar later. Het werk verdween grotendeels in de vergetelheid tot de herontdekking ervan door literair wetenschapper Per Seyersted in de jaren zestig, wat leidde tot de erkenning van The Awakening als een belangrijk werk in de feministische fictie.